# Trevo de Ouro
Sociedade Cultural Beneficente Trevo de Ouro foi uma escola de samba de Porto Alegre, Rio Grande do Sul. Foi campeã do carnaval da capital gaúcha por três vezes na década de 1960.

## História
Foi fundada em 14 de janeiro de 1946 com o nome de Grupo Carnavalesco Trevo de Ouro.  Seus fundadores foram: Isac Marçal Cunha, Agenor Gomes, Ariovaldo Paz, Élton Soares de Lima e os irmãos Cunha. Em 15 de setembro de 1956 o nome foi modificado para Sociedade Cultural Beneficente Trevo de Ouro. Seu último desfile ocorreu em 1977. Figuras conhecidas no carnaval de Porto Alegre tiveram seu inicio no Trevo de Ouro entre elas: Neri Caveira, Nilo Feijó, Alceu Collares, Pedro Cunha e Mestre Valmor Gonçalves.

## Títulos
| Ano  | Colocação    | Grupo | Enredo                     | Ref.        |
| ---- | ------------ | ----- | -------------------------- | ----------- |
| 1962 | Campeã       | I     | Revista Musical.           | [ 2 ] [ 3 ] |
| 1963 | Campeã       | I     | Toureiro Espanhol.         | [ 2 ] [ 3 ] |
| 1964 | Não desfilou |       |                            | [ 1 ]       |
| 1965 | Não desfilou |       |                            | [ 1 ]       |
| 1966 | Campeã       | I     | Trevo de Ouro canta Zumbi. | [ 2 ] [ 3 ] |